# Eupithecia iranata
Eupithecia iranata là một loài bướm đêm trong họ Geometridae.